# كيكوال مالاباري
كيكوال مالاباري (الاسم العلمي:Quisqualis malabarica) هي نوع نباتي يتبع جنس الكيكوال من الفصيلة القمبريطية. 